# GNU Pascal
GNU Pascal (GPC) este un compilator Pascal compus dintr-o interfață pentru GNU Compiler Collection (GCC), similar cu modul în care Fortran și alte limbi au fost adăugate la GCC. GNU Pascal este compatibil cu ISO 7185 și implementează „cea mai mare parte” a standardului ISO 10206 Extended Pascal.
Avantajul major al prelucrării GNU Pascal pe compilatorul GCC este că este instantaneu portabil pentru orice platformă pe care o suportă compilatorul GCC. Cu toate acestea, deoarece GPC este un frontend, acesta trebuie să se adapteze dacă se fac schimbări majore în GCC (ca o nouă versiune majoră). În mod tipic, noile versiuni majore sunt adoptate doar încet (mai ales la 3.x, cu construcții experimentale 4.x). Acesta este probabil unul dintre motivele pentru care dezvoltatorii se uită la un backend de direcționare C.
În iulie 2010, un dezvoltator a publicat opinia publică (opinia a dispărut de pe web în perioada iulie 2014 - iunie 2015) cu privire la viitorul GNU Pascal, din cauza problemelor legate de lipsa dezvoltării și de întreținere ca un port GCC. A existat o discuție plină de viață despre maillistul în care dezvoltatorii păreau să se aplece spre reimplementarea în C++ cu un cod C generând backend. Maillistul s-a închis din nou, iar la data de decembrie 2016 nu au fost făcute alte comunicări sau anunțuri despre viitorul curs al proiectului.

## Vezi și
- Free Pascal

## Legături externe
- Git repo este unul dintre dezvoltatorii GPC.
- Site-ul GNU Pascal (GPC)
- Standard Pascal – Resurse și istoria Pascalului standard original
- Pascal Newsletter-uri de grup de utilizatori Arhivat în 4 februarie 2010, la Wayback Machine. – O sursă istorică Pascal timpurie care conține multe scrisori de la Wirth și alții cu privire la Pascal
- Pascal și succesorii săi – Un articol de Niklaus Wirth despre dezvoltarea lui Pascal, Modula-2 și Oberon
- Free Pascal Compiler – O alternativă menținută în prezent la GNU Pascal Compiler - Vezi și articolul Wikipedia despre Free Pascal